# قرية الشعبتين
قرية الشعبتن، هي إحدى قرى اليمن التي تتبع إداريا محافظة الضالع، مديرية جحاف، عزلة بني سعيد (جحاف)، يحدها منطقة حجر من الشمال ومن الجنوب قرية الحرف ومن الشرق الكوملة والحيب ومن الغرب الركة العليا والسفلى وهي حدودية مع مديرية الضالعمنطقة حجر.

## إحصاء السكان
- مركز الشعبين: عدد المساكن 24، عدد الأسر 28، الذكور 100، الإناث 104.
- مركز الغيضة

عدد المساكن 18
عدد الأسر 20
الذكور 79
الإناث 77
- مركز الركة

عدد المنازل 7
عدد الأسر 7
الذكور 19
الإناث 20
- مركز الحبيشي

عدد المنازل 6
عدد الأسر 6
الذكور 18
الإناث 16
مركز الدرج
عدد المنازل 1
عدد الأسر 2
الذكور 4
الإناث 6

## اقتصاد القرية

### الزراعة
تمثل الزراعة حوالي 10٪ من الدخل الإجمالي وتتمثل با المحاصيل اهمها السورغم والدخن والغرب أو الذرة الحمراء والبن اليماني بالإضافة إلى تربية الماشية بطريقة الحيازة المنزليه للابقار ورعي الغنم والماعز وقد تراجع الإنتاج الزراعي كثيرا بسبب قلة الموارد المائية والاعتماد على مياه الأمطار وعدم توفر مصادر للمياه

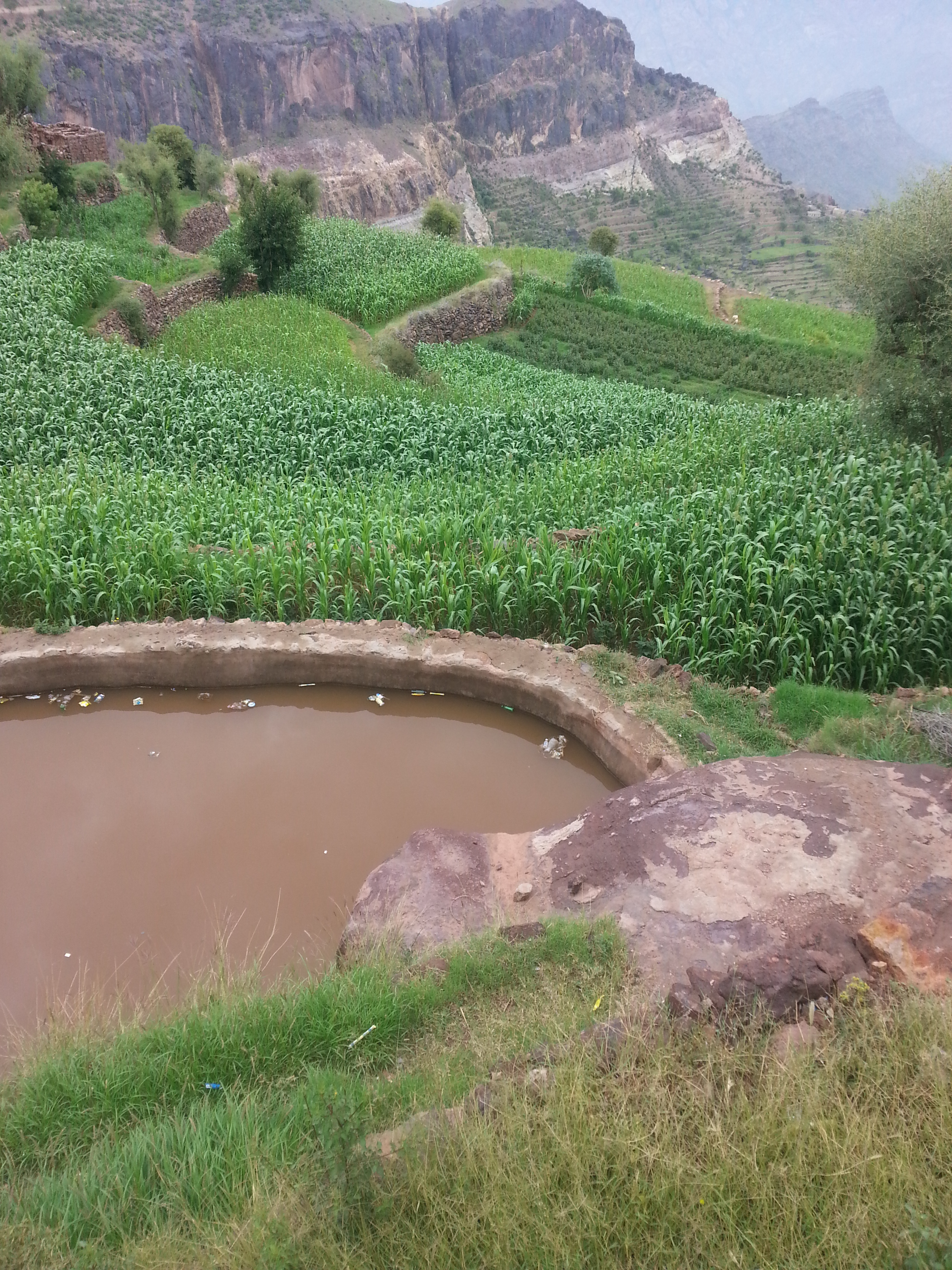
File sd

### جمعية الشعبين والعيضة والركة الاجتماعية الخيرية
هي جمعية تعاونية خيرية تأسست في العام 2015
مهامها كثيره وهامة جدا وتسعى للرقي بالمجتمع إلى حياة أفضل ولها أهداف تنموية وخيرية وتمتلك حاليا مقر للجمعية ومكتبة لحفظ المستندات والوثائق وهي مسجله في الوزارة بشكل رسمي وتحتاج الجمعية إلى الدعم لكي تنهض بالمجتمع.

## القرى التابعة
يقدر عدد القرى التابعة لها حوالي خمس ومن أهمها المليح، والصفح، والصفا، وفوق الجوس.
الجدير بالذكر ان اغلب سكان هذه القرية قد هاجروا إلى مدينة الضالع وحجر وغيرها من الأماكن.
القرى التابعة لها.
تتبعها ثلاث قرئ مرتبة من الأكثر سكانا إلى الأقل،
1- الغيضة.
2- الركة.
3-الحبيشي.
وتتبع هذه القرى الثلاث قرية الشعبتين إداريا وماليا وسكانيا واغاثيا واجتماعيا وسياسا.